# Galija
A Galija egy szerb rockzenekar, amely Nišben alakult, 1976-ban. Nevük jelentése: gálya, melyet egy vele azonos nevű étteremről kölcsönöztek, ahová az együttes tagjai a hetvenes évek végén sokat jártak. A Galija manapság is Szerbia egyik legnépszerűbb rockbandája. A nyolcvanas évek folyamán rendkívül népszerűvé váltak az egykori Nagy Jugoszláviában. Különösen izgalmasak voltak a nyáron, a dalmáciai Makarska (most Horvátország) üdülőkörzetében megtartott koncertjei. Ez egyfajta Galija - tábornak is lehetett nevezni. Itt bárki a zenekar tagjainak a közelébe kerülhetett, haverkodhatott a kompániával. A nyolcvanas évek közepén Digni ruku című slágerük éterbe sugárzását több rádióállomás is betiltotta, mivel a cenzorok állítása szerint az akkortájt már problematikus koszovói helyzetet parodizálják ki benne. A kilencvenes években azonban a zenekar vállvetve kiállt a nagyszerb ideológia és a hirhedt szocialista/radikális rezsim mellett, ami viszont nagyban ártott az együttes népszerűségének.

## Tagok
- Nenad Milosavljević – vokál, akusztikus gitár, szájharmonika
- Goran Ljubisavljević – elektromos szólógitár
- Predrag Branković – basszusgitár
- Ljubodrag Vukandinović – billentyűsök
- Boban Pavlović – dobok
- Predrag Milosavljević – vokál

## Lemezeik
- Prva plovidba (1979)
- Druga plovidba (1980)
- Ipak verujem u sebe (1982)
- Bez naglih skokova (1984)
- Digni ruku (1986)
- Daleko je Sunce (1988)
- Korak do slobode (1989)
- Još uvek sanjam (válogatás, 1990)
- Istorija ti i ja (1991)
- Ni rat ni mir (1991)
- Karavan (dupla album) (1994)
- Trinaest (1996)
- Večita plovidba (válogatás, 1997)
- Voleti i voleti (1997)
- Južnjačka uteha (1999)
- Dobro jutro, to sam ja (2005)

## Külső hivatkozások
- http://rateyourmusic.com/artist/galija